# Fletcher Christian
Fletcher Christian (Cockermouth, 25 settembre 1764 – Pitcairn, 3 ottobre 1793) è stato un ufficiale di marina inglese noto per la vicenda dell'ammutinamento del Bounty.

## La gioventù
Fletcher Christian nacque nella casa di famiglia di Moorland Close, presso Cockermouth nel Cumberland. Era il penultimo dei dieci figli avuti da Charles Christian e Ann Dixon e uno dei sei che riuscì ad arrivare all'età adulta.
Il padre, Charles Christian, proveniva da una famiglia originaria dell'isola di Man (Christian infatti è la versione anglicizzata del cognome mannese originario McCrystyn) e i cui avi asserivano di discendere dai re Guglielmo il Conquistatore per linea paterna e Edoardo I d'Inghilterra per linea materna. La madre Ann Dixon apparteneva a un'antica e rinomata famiglia del Cumberland ed era figlia di un'esponente del potente clan dei Fletcher e fu proprio in onore della nonna materna che al piccolo venne dato il nome Fletcher.
La casa avita dei Christian era «un quadrilatero di edifici [...] per metà castello e per metà fattoria». Charles Christian morì nel 1768, quando Fletcher aveva solo quattro anni, e la gestione dell'economia domestica passò nelle mani della madre Ann che si dimostrò una pessima amministratrice tanto che nel 1779 aveva accumulato un debito pari a 6.500 sterline dell'epoca e rischiò di essere imprigionata per insolvenza. Costretta a cedere la proprietà di Moorland Close, si rifugiò coi tre figli più piccoli nell'isola di Man, dove i suoi creditori non potevano esigere la riscossione dei debiti. I tre figli maggiori riuscirono ad assicurare alla madre un appannaggio annuo di 40 sterline che consentivano alla famiglia di vivere in una dignitosa povertà. Nel frattempo Fletcher aveva avuto modo di frequentare la scuola gratuita di Cockermouth, avendo tra i compagni più giovani il poeta William Wordsworth, anch'egli nativo di Cockermouth.
Il nome di Fletcher Christian appare successivamente nel 1783 nei ruoli dell'equipaggio della nave militare HMS Eurydice diretta in India per un viaggio della durata di ventuno mesi. La scheda di servizio ne descrive il comportamento in modo più che soddisfacente dato che «[...] appena sette mesi dopo aver lasciato l'Inghilterra, fu promosso da guardiamarina a ufficiale in seconda». In seguito, navigò per due volte fino in Giamaica sotto il comando di William Bligh.

## L'ammutinamento del Bounty

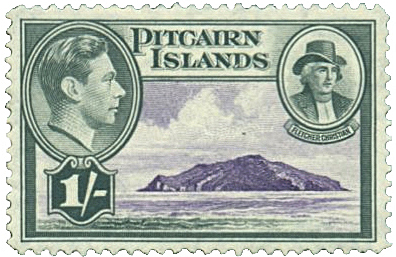
Francobollo commemorativo

Nel 1787 Fletcher Christian, col vecchio grado della Royal Navy di master's mate (corrispondente all'attuale grado britannico acting sub-lieutenant, esistente solo nella Royal Navy, corrispondente al guardiamarina), imbarcato sul brigantino Bounty diretto a Tahiti per un carico di albero del pane, fu nominato secondo ufficiale su raccomandazione dell'ufficiale comandante, il tenente di vascello William Bligh, diventandone poi il primo ufficiale durante la navigazione. Il Bounty raggiunse Tahiti il 26 ottobre 1788 dove sostò per cinque mesi prima di intraprendere il rientro con il carico il 4 aprile 1789. Poche settimane dopo, il 28 aprile 1789, a circa 1300 miglia a ovest di Tahiti, nei pressi di Tonga, Fletcher Christian guidò il celebre ammutinamento.
Preso il controllo della nave, Fletcher Christian e gli altri ribelli tentarono di stabilire una colonia a Tubuai ma dovettero rinunciare, spaventati dal cannibalismo degli isolani. Lasciata l'isola, ritornarono brevemente a Tahiti dove il 16 giugno 1789 Christian sposò Maimiti, figlia di uno dei capi locali. Durante questa sosta fecero sbarcare definitivamente sedici uomini dell'equipaggio, tra cui quattro uomini che pur rimanendo a bordo erano rimasti fedeli a Bligh, e altri due che non avevano né sostenuto né contrastato l'ammutinamento. I nove ammutinati, insieme a sei uomini e undici donne indigeni, si rifugiarono nelle isole Pitcairn, dove spogliarono il Bounty di tutto ciò che poteva essere utile prima di incendiarlo. Tuttavia, la sproporzione tra il numero di uomini e di donne e la riduzione in schiavitù dei sei tahitiani portò questi ultimi a ribellarsi e a uccidere la maggior parte degli ammutinati.

## La morte

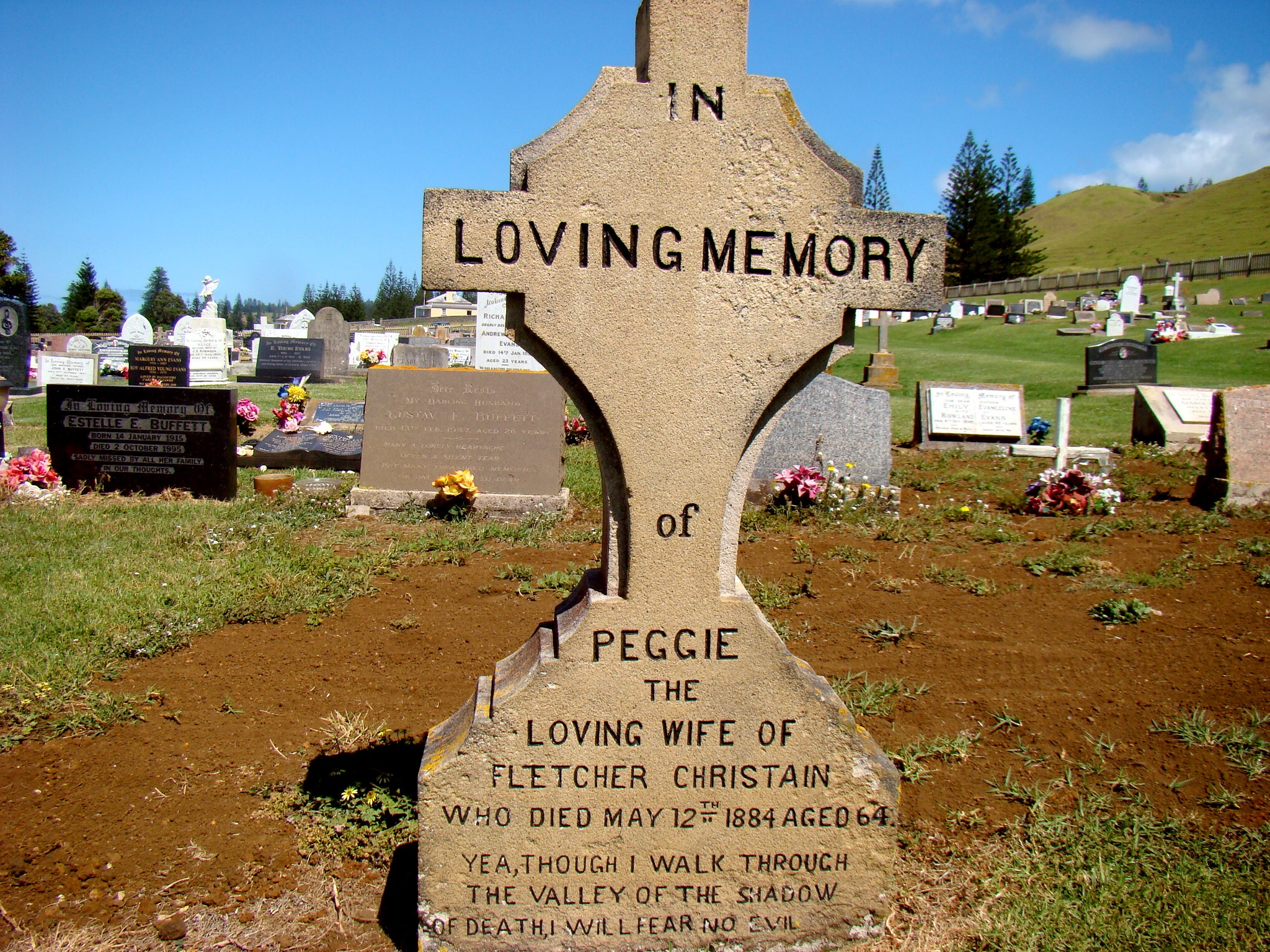
Tomba
di Peggie Christian

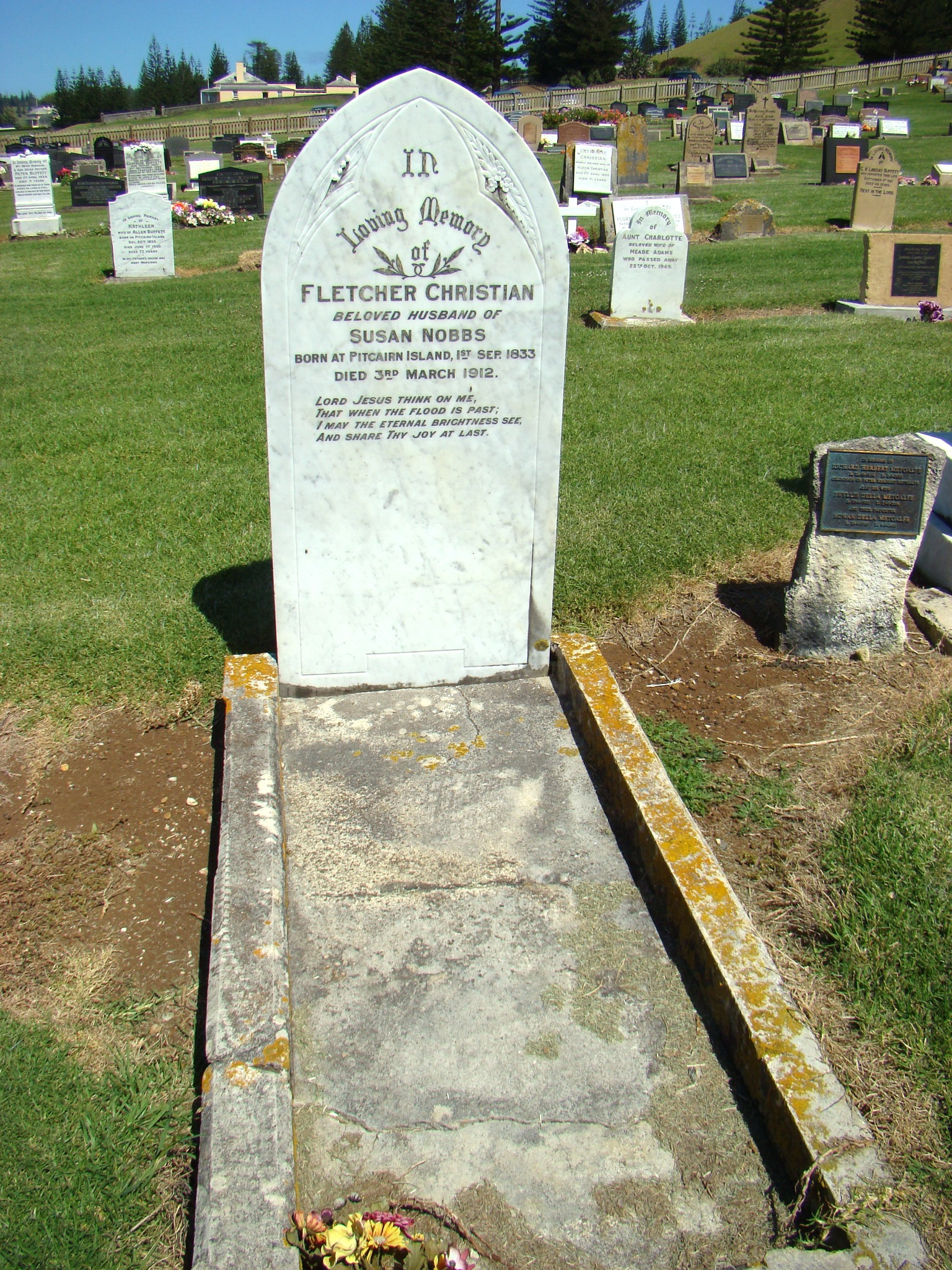
Tomba
di Fletcher Christian

La nave americana per la caccia alle foche Topaz attraccò a Pitcairn nel 1808 e trovò ancora vivo, insieme a nove donne tahitiane, solo uno degli ammutinati del Bounty, John Adams, che a bordo aveva usato il nome falso di Alexander Smith. Gli altri ammutinati, tutti morti, avevano avuto comunque dei figli dalle loro mogli tahitiane, la maggior parte ancora in vita.
Adams e Maimiti riferirono che Fletcher Christian era stato ucciso durante gli scontri tra i tahitiani e gli ammutinati. Secondo il racconto di una donna di Pitcairn chiamata Jenny che lasciò l'isola nel 1817, Fletcher Christian sarebbe stato colpito mentre stava lavorando a un laghetto artificiale vicino alla casa della moglie incinta. Oltre a Christian, negli scontri morirono altri quattro ammutinati e tutti e sei i tahitiani ribelli. In seguito, uno degli ammutinati sopravvissuti morì cadendo in un burrone mentre era ubriaco e un altro venne ucciso dagli altri due dopo averli assaliti.

John Adams diede resoconti contrastanti sulla morte di Fletcher Christian agli altri visitatori che arrivarono in seguito a Pitcairn, affermando di volta in volta che fosse morto per cause naturali, oppure suicida o ancora dopo essere impazzito.
A Christian sopravvissero la moglie Maimiti e i figli Thursday October Christian (Giovedì Ottobre Christian), avuto nel 1790, Charles Christian (1792) e Mary Ann Christian (1793). Thursday e Charles sono gli antenati di quasi tutti gli attuali Christian residenti nelle isole Pitcairn e Norfolk e di molti discendenti oggi residenti in Australia e Nuova Zelanda.
Per oltre due secoli si diffuse anche la diceria che l'assassinio di Christian fosse stato una messa in scena e che, lasciata l'isola, egli avesse fatto ritorno in Inghilterra. Alcuni studiosi ritengono che le voci sul ritorno di Christian in Inghilterra diedero a Samuel Taylor Coleridge l'ispirazione per la poesia The Rime of the Ancient Mariner.
Non esistono ritratti o disegni dal vivo di Fletcher Christian. Il capitano Bligh lo descrive, dopo l'ammutinamento, probabilmente in modo non del tutto attendibile, come un uomo alto "cinque piedi e nove pollici (175 cm circa), carnagione olivastra, capelli neri o castano scuri, corporatura forte. Una stella tatuata sul petto sinistro e sulla schiena. Ha le ginocchia leggermente sporgenti e potrebbe essere definito varo. È soggetto a sudorazione violenta, specialmente alle mani, e sporca tutto ciò che tocca".

## Rappresentazioni cinematografiche
Il personaggio di Fletcher Christian è stato portato più volte sullo schermo e interpretato da:
- Wilton Power ne The Mutiny of the Bounty (1916)
- Errol Flynn ne In the Wake of the Bounty (1933)
- Clark Gable ne La tragedia del Bounty (1935)
- Marlon Brando ne Gli ammutinati del Bounty (1962)
- Mel Gibson ne Il Bounty (1984)

I film del 1935 e del 1962 si basano sul romanzo L'ammutinamento del Bounty (1932) in cui Christian è uno dei protagonisti e viene presentato come una figura sostanzialmente positiva. Gli autori del romanzo ne scrissero anche due seguiti, uno dei quali, L'isola di Pitcairn, è il racconto dei fatti tragici successivi all'ammutinamento che portarono alle morti violente di Christian e di altri ammutinati. Questa serie di romanzi sono narrati nella finzione da altri componenti di ruolo minore dell'equipaggio del Bounty.